# 宿泊施設

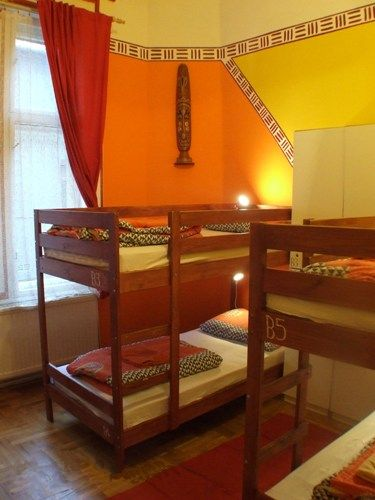
ハンガリー、ブダペストのユースホステルの客室

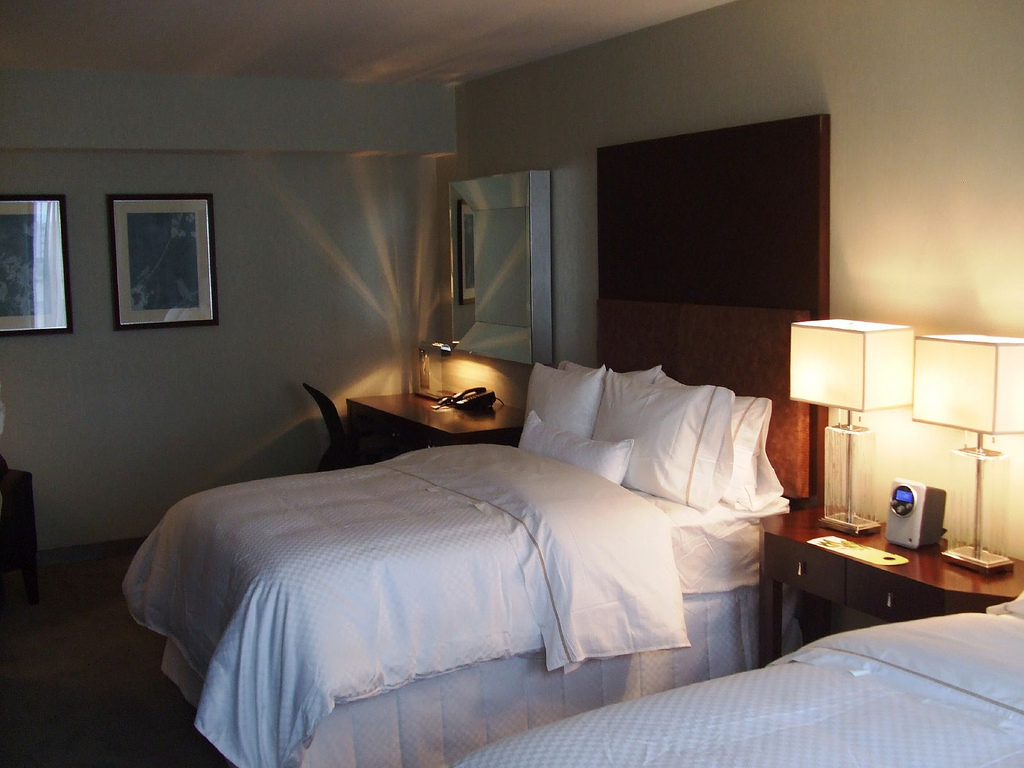
ホテルの客室

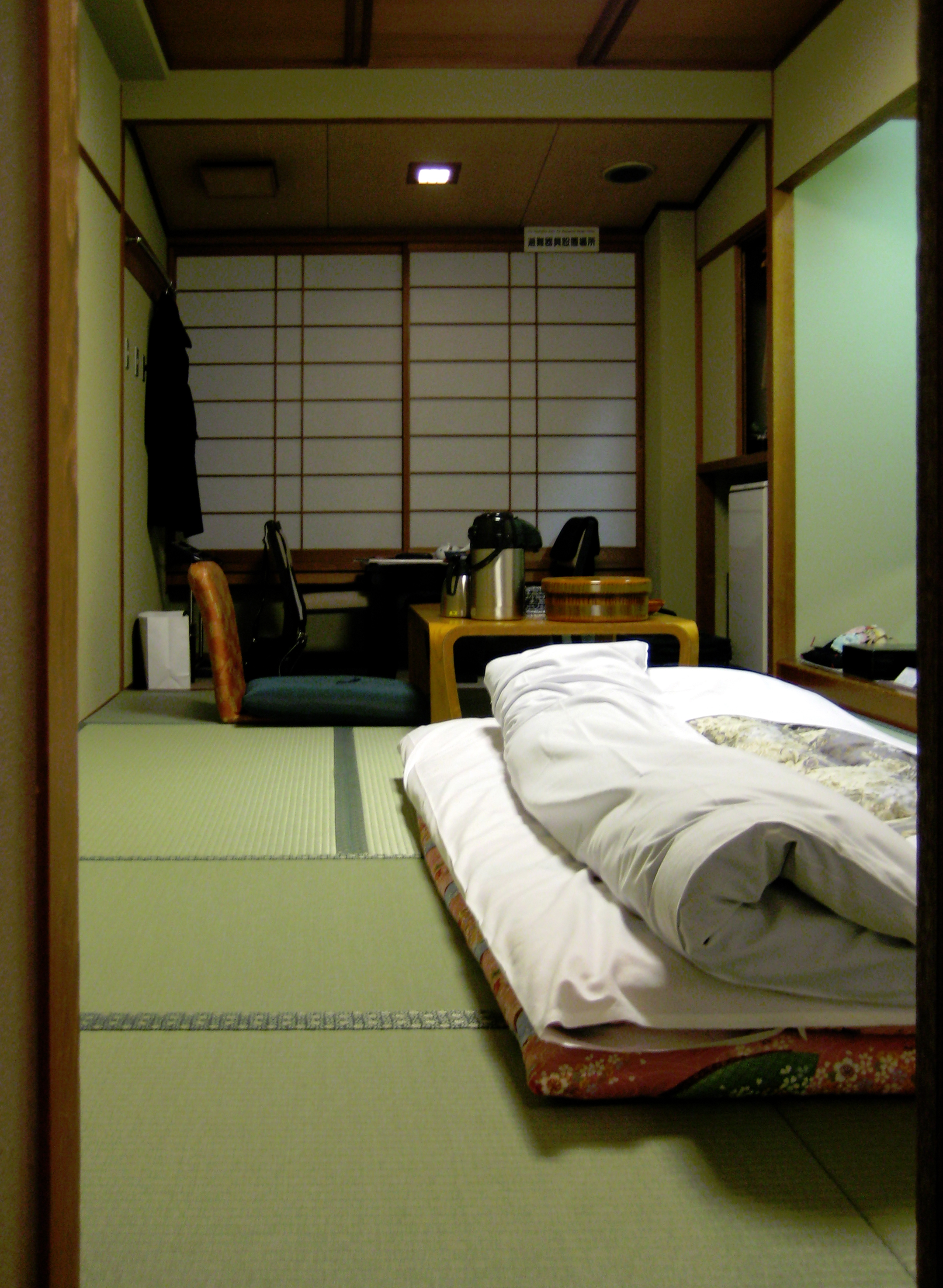
京都の旅館の客室

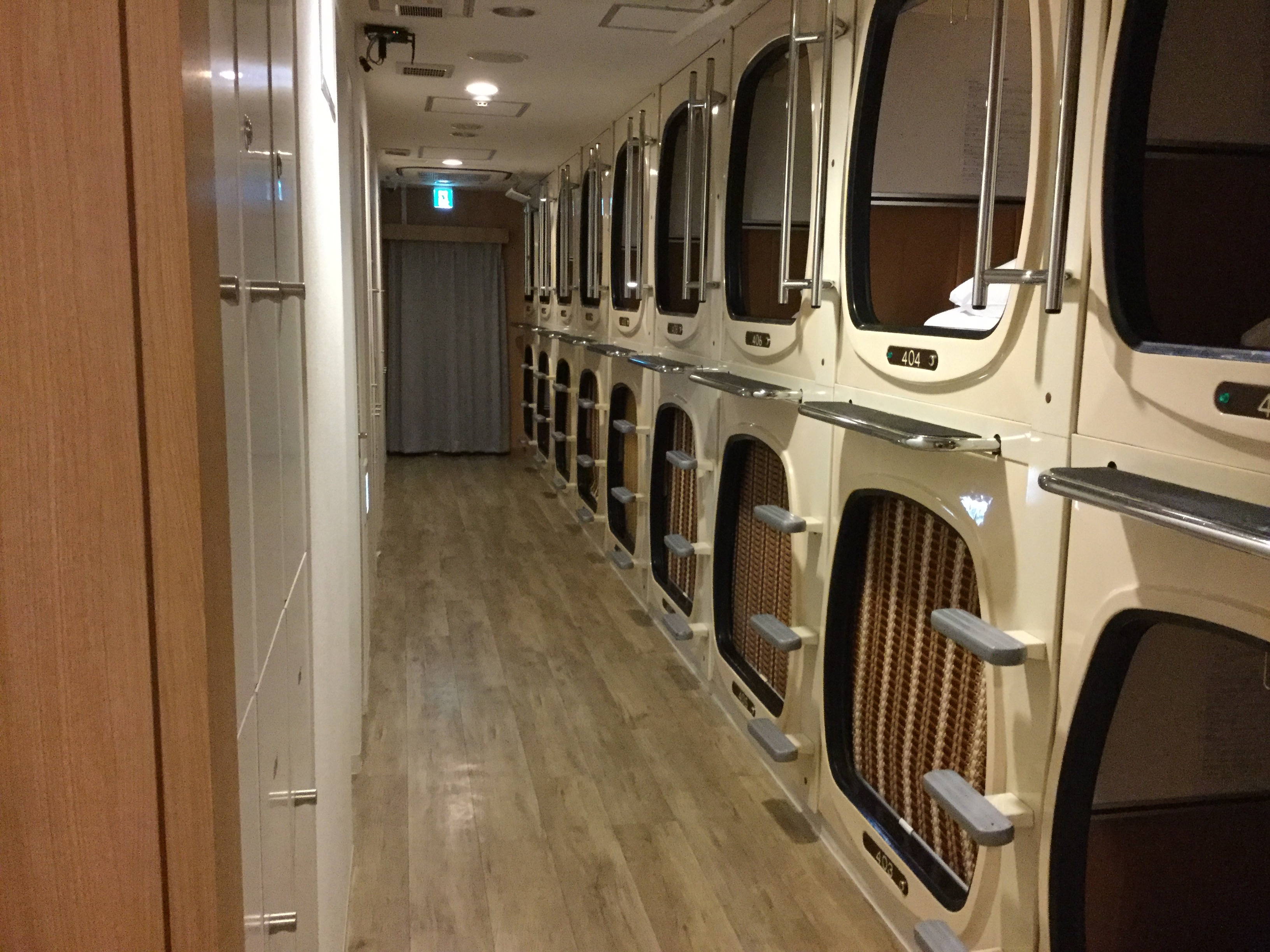
日本のカプセルホテル

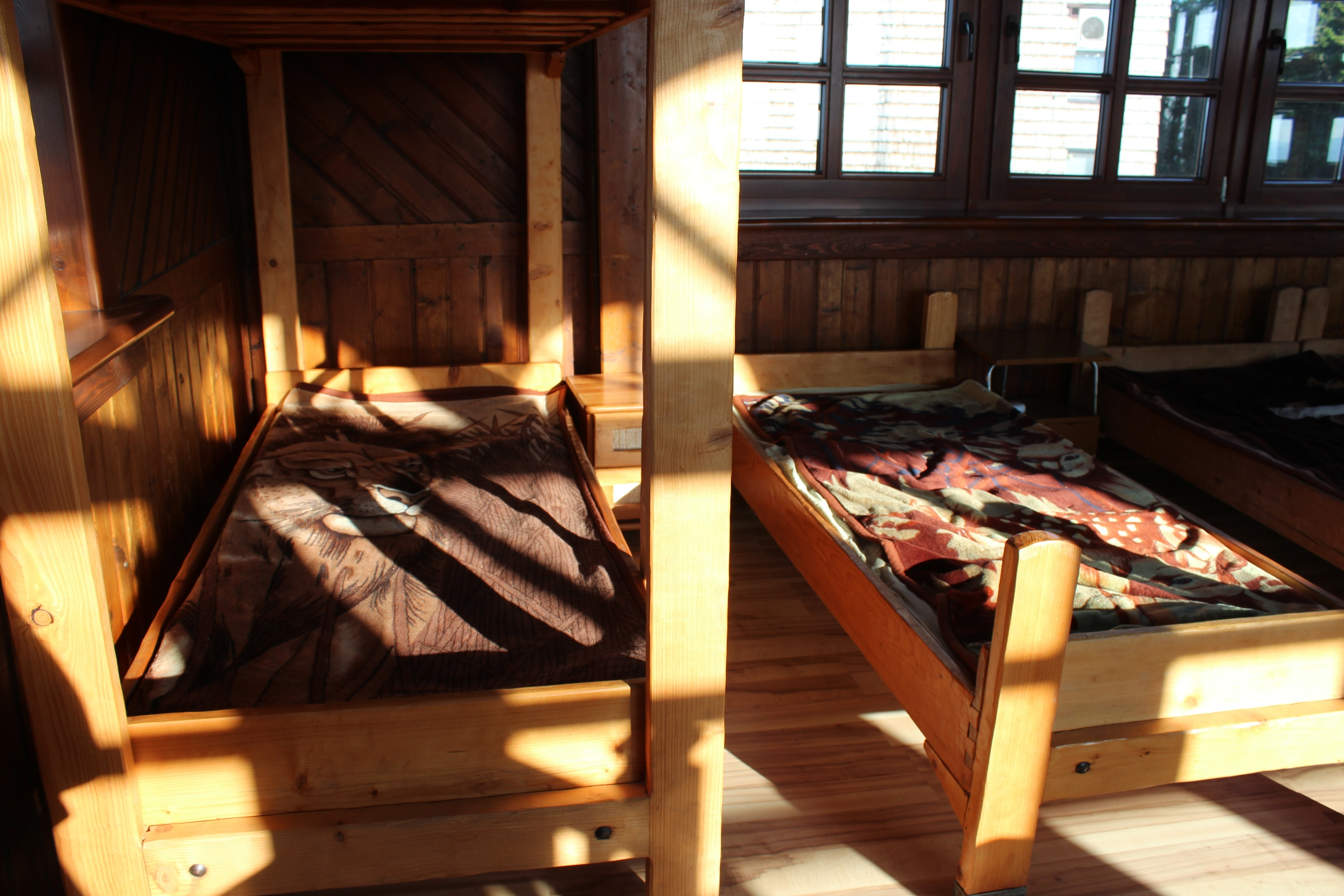
ポーランドの山小屋の客室

宿泊施設（しゅくはくしせつ）とは、宿泊するための施設。

## 概説
泊まるための施設であり、眠る部屋や寝具類を貸す施設である。
世界には様々な宿泊施設がある。
たとえば、世界全般のユースホステル、ホテル、イギリスなどのINN イン、米国のモーテル、スペインやイスパノアメリカのhostalホスタル、中国の酒店、日本の旅館などである。山で登山者に寝る場所や寝具を貸している山小屋も宿泊施設の一種である。
なお、施設によっては人間と行動を共にするペットや盲導犬等も宿泊できる場合がある。
2010年代にはスマホの普及とともに、Airbnbなどのアプリによって世界的に民泊（一般の人が所有するアパートやマンションや一戸建てなどが宿泊場所などとして貸し出されるしくみ）の広報、情報検索、予約が簡単にできるようになり利用者が増加したため、それ以前からあった宿泊施設を利用する人の割合がいくらか減少してきている。ヨーロッパの地域によっては、比較的安価なホテルでは、利用客が数十パーセント程度減少してきているところもある。
国ごとに宿泊施設にかかわる法規が異なる。

## 各国の宿泊施設

### 日本
日本標準産業分類の事業区分では、「大分類M-飲食店、宿泊業」としてくくられており、宿泊業の下に旅館業やホテル業、その他の宿泊施設（会員制リゾートクラブなど）が分類されている。

#### 営業に関する法規
日本においては、宿泊施設にかかわる法規は基本的には旅館業法であるが、仮眠施設については他の法律が扱っており扱いが異なっている。
旅館業法の第二条では旅館業を規定しており、施設の構造や設備によって「ホテル営業」「旅館営業」「簡易宿所営業」「下宿営業」に分類しており、それぞれの営業の定義は次のようになっている。
- 「ホテル営業」とは、洋式の構造及び設備を主とする施設を設け、宿泊料を受けて、人を宿泊させる営業で、簡易宿所営業及び下宿営業以外のものをいう。
- 「旅館営業」とは、和式の構造及び設備を主とする施設を設け、宿泊料を受けて、人を宿泊させる営業で、簡易宿所営業及び下宿営業以外のものをいう。
- 「簡易宿所営業」とは、宿泊する場所を多人数で共用する構造および設備を主とする施設を設け、宿泊料を受けて、人を宿泊させる営業で、下宿営業以外のものをいう。
- 「下宿営業」とは、施設を設け、一月以上の期間を単位とする宿泊料を受けて、人を宿泊させる営業をいう。

なお、同法では「宿泊」とは寝具を使用して上記各項の施設を利用することをいう、としている。
法律の定義以外にも、施設の収容人数・目的等によって様々な形態がある。
なお、寝具を使用しない仮眠等の設備を備えた施設は、各種営業法や法で定める構造上の制限が異なり、旅館業法の第二条に規定された旅館業ではない。

#### 宿泊約款
宿泊約款は、普通取引約款の一つで、宿泊施設と利用者との間で取り交わすもので、営業時間や料金の支払い、暴力団関係者の宿泊拒否に関する事項等が定められている。約款の策定は法定事項ではなく任意のものであるが、国土交通省がひな形である「モデル宿泊約款」を作成しているため、全国の宿泊施設でほぼ均一の内容となっている。各宿泊施設が策定した約款は、観光庁に届け出ることとされている。

#### 施設の種類
日本においては（宿泊施設に関して）次の種類が挙げられる。
- 基本的に食事が宿泊料金に含まれない宿泊施設
  - 都市型
    - ビジネスホテル - 当初出張利用などを見込んで成長した、純粋に宿泊のための施設で、まさに宿泊施設。手ごろな料金で宿泊可能。
    - カプセルホテル - 法的には簡易宿所営業。大都市の駅前や歓楽街に多く立地する。当該歓楽街の中心的客層が、深夜割増料金タクシーで自宅に帰るのに必要な金額とほぼ同じかやや安く中心価格帯が設定されている。
    - シティーホテル - プールやスパなど宿泊と全然関係の無い機能を充実化させ都市部に作られた施設。宿泊しないでプールやスパだけ利用する客などの比率が高く、純粋な宿泊施設とは言い難い。
    - アパートメントホテル - 中長期滞在を想定して、家具やキッチン、洗濯機・乾燥機などを備えている一般住宅のように生活できる宿泊施設。サービスアパートメントともいう。滞在中は清掃に入らないことが多く、一般のホテルよりも安価で泊まることができる。[2]また、アパートの部屋一室を借りる形なので、3人以上のグループ泊の需要を満たしている。[3]
    - 簡易宿泊所 - 通称「どや」、スラム街の簡易宿泊施設。法的には簡易宿所営業。東京都の通称「山谷」、大阪市の通称「釜ヶ崎」など、いわゆる日雇労働者の集まる街に多い。日雇労働者用語で「宿（やど）」を逆さ読みしたのが由来とされ、当該地区などのように簡易宿泊所が集まる街を「どや街」とも呼ぶ。近年では宿泊料金の安さ（1泊500円～3000円台程度）から、外国人バックパッカーの利用者が増加している。このきっかけは、2002年の日韓共催のFIFAワールドカップ大会の観戦に来日した外国人サポーターが、南千住周辺の簡易宿泊施設を利用してメディアに取り上げられた[4]のが始まりのほか、不景気から本来宿泊するはずの日雇労働者が宿泊できなくなっている影響もある。
    - ウィークリーマンション・マンスリーマンション - 下記「コンドミニアム」の都市型廉価版をいう。シングルからダブル程度のベッド数と、最低限の自炊機能や電化製品が設置してあるため、長期出張や単身者の短期利用などに利用される。料金はホテルやコンドミニアムに比べ割安である。ウィークリー・マンスリーの相違は主に契約日数単位による分類。ホテル営業の許可を得ている場合と、賃貸住宅の扱いの場合とがある。

  - 都市および郊外型
    - 簡易宿所型ゲストハウス - 簡易宿所の別の呼び名。他の客と同じ部屋で就寝するドミトリーと浴室、キッチンなどを共用する宿。ユースホステルに似ている。
    - シェア住居型ゲストハウス - 一般の一戸建て・アパート・マンションなどを改装して簡易宿泊施設としたもの。外国人のインバウンド客向けとして始まったが、現在は日本人の利用者が多い。宿泊料金が格安なために長期利用者も多く、ルームシェアの一形態と見なされる場合もある。
    - ラブホテル - もともとは宿泊目的というより性交目的で部屋を貸す施設。風俗営業法の規制を受けるため、18歳未満の利用は出来ない。近年、旅館業法上によるホテルの客室が不足しているため、性交目的でなく、旅行中に予約無しでいつでも入れるホテルとして利用する客や、あるいは複数名で単なるカラオケボックスの代用で利用する客なども増えている。

  - アウトドア関連、観光地型など
    - コテージ - 自炊機能がついた小型の家のような宿泊施設。
    - バンガロー - 水回りが共同である小屋のような施設
    - 自炊宿 - 食事付きの旅籠に対し、自炊宿は木賃宿と呼ばれた。現在は、温泉地の木賃宿を自炊宿と称し、長期滞在や湯治用として安く供している。調理場などの水回りは共同の場合が多い。
    - ヒュッテ - 洋風の休憩用山小屋。緊急避難用から宿泊機能が充実したものまである。
    - ライダーハウス - オートバイや自動車で旅をするための宿泊施設で、雑魚寝をする畳敷きやドミトリー形式のものがある。面積が広い北海道の地方都市で多くみられる。
    - リゾートホテル - リゾート地にあるホテル。
    - コンドミニアム - アメリカなどでは「分譲マンション」のことだが、日本では、台所や洗濯機などがあり、食料品などを持ち込みが可能な「リゾートマンション」のことをいう。家族やグループ単位の長期休暇に適した施設
- 基本的に食事が宿泊料金に含まれる施設
  - 場所によらない
    - 旅館 - 和風または和洋折衷（和風主体）の中～大規模の宿泊施設。都市部・観光地ともに立地する。

  - 観光地型
    - 国民宿舎 - 自然公園や国民保養温泉地等の景勝地に立地する宿泊施設。
    - 民宿 - 和風の小型宿泊施設（個人経営で自宅を兼ねているところが多い）
    - ペンション - 洋風の小型宿泊施設（個人経営で自宅を兼ねているところが多い）
    - ロッジ - 洋風の山荘風宿泊施設（個人経営で自宅を兼ねているところが多い）
    - ユースホステル - 青少年育成を目的に少年少女の為に低廉な料金で利用できる宿泊施設。法的には簡易宿所営業
- 高級な食事がついてくる宿泊施設
  - 観光地型
    - 割烹旅館 - 会席料理などを夕食に供する和風旅館。料理旅館ともいう。
    - 観光ホテル - 洋風またはホテル形式の割烹旅館
    - オーベルジュ - 高級レストランに宿泊機能がついているもの（フランス由来）。
- その他
  - 民泊
  - 宿舎
  - 救済事業
    - ホスピタル・ホスピタリティ・ハウス（ファミリーハウス） - 難病で病院に入院している子供達が両親達が通えたり直ぐにお見舞いできたり面会時間が終わっても泊まれる施設。施設ではドナルド・マクドナルド・ハウスなど。

  - 人以外の宿泊施設
    - ペットホテル

#### 宿泊施設を併設しているところなど
- サイクリングターミナル - サイクリングのベースキャンプ
- 特定のサービスエリア - 足柄SA上り線、多賀SA下り線、佐野SA、壇之浦PAに宿泊施設がある
- 一部の道の駅 - 「サンフラワー北竜」（北海道）・「うすずみの里・ねお」（岐阜県）などが宿泊施設を併設
- 厚生年金会館 - 「ウェルシティ」愛称、厚生年金福祉施設の一つ。会議室、宴会場、結婚式場、レストランなどを併設した複合型宿泊施設となっている、シティホテルと同等の設備を備える。他に各種コンサート・ライブ・演劇などの会場として広く知られている。
- 保養所
- 宿坊 - 寺院等（の宗教法人）が参拝・参詣目的の利用者が宿泊する
- 合宿所・セミナーハウス
- 下宿

#### 宿泊施設と同様の目的に利用可能な施設
- 終夜営業のインターネットカフェ、漫画喫茶、カラオケボックス、個室ビデオ、ハンバーガーショップなど
- 24時間営業のサウナ風呂店 - 法的には仮眠のための場所
- 24時間営業の健康ランド - 法的には仮眠のための場所
- ライダーハウス - 夏場を中心にオートバイ・自転車での旅行者を対象にする簡易な宿泊場所。北海道に多い。実体的には簡易宿所に近いが、寝具を提供しない（寝袋持参が基本）ことによって旅館業法の適用を免れている施設が多い。

#### 宿泊施設と同様の設備を備える交通機関
- 寝台車 (鉄道) - 日本のJRについては、寝台列車の製造費が高額である事や乗務員が長時間労働になることから、運賃・料金や所要時間からみて割安とは言えず（一番安いB寝台料金でも\6300円かかり、ビジネスホテルと同レベルかやや高い）、動くホテルに相当する北斗星・カシオペア・トワイライトエクスプレスの3列車及び列車速度の速いサンライズエクスプレスを除けば利用客の減少に歯止めがかからず、廃止に追い込まれた寝台列車もある。睡眠時間を移動時間として利用できる。枕とシーツ、毛布、ハンガー、寝間着を各寝台に備える。開放型寝台のほか、個室もある。
- 船舶
  - 旅客船の特等室 - 豪華客船は海に浮かぶ一流ホテルと形容される。
  - フェリー - 長距離フェリーの場合、スイート・特等・一等・二等寝台・二等和室など多様な選択肢を持つ。一般的に一等以上は1名～4名の個室となりシティーホテル並みの設備を持つ。二等寝台は開放式の二段ベッドが一般的となる、個室でこそないもののカーテンなどで遮蔽され一定のプライバシーを保つことができる。二等和室はカーペット敷きの大部屋で横になって寝ることができる。

また上記以外にも航路・船会社によって異なる設備を持つ場合がある、短距離の航路では二等以外全くない場合もある。
- 旅客機 - アメリカなど何時間も掛る遠い国に行くは旅客機には長旅為にファーストクラスの客室や機内食がある。

#### 宿泊施設と同様の設備を備える施設など
- 漫画喫茶
- インターネットカフェ
- 複合カフェ
- 個室ビデオ
- 健康ランド
  - 健康サウナ
- 中には24時間営業（深夜）をしている無人駅、空港、バスターミナル所を待合室またはロビーで待つ間を泊まる事もある。

#### その他の形態
- キャンプサイト
- トレーラーハウス・キャンピングカー
- 寝台列車
- 夜行バスやマイカーでの車中泊
- 仮設住宅
- 下宿
- 飯場
- 野宿
- 乗務員宿泊所

### スペイン
スペインでは宿泊業の営業には観光登録（認可）が必要である。宿泊施設は衛生基準・避難経路・部屋数・部屋設備等の規定、建築基準、防火基準・都市計画の基準を満たすものでなければならない。

### イタリア
イタリアでは宿泊業の営業には自治体への届出が必要である。宿泊施設は部屋数、バスルーム・朝食用スペースの規定、防火や都市計画の規定を満たすものでなければならない。

### オーストラリア
オーストラリアでは各州法に基づく事業許可等が必要である。宿泊施設は構造や防火要件の規定を満たすものでなければならず自治体で立地規制がある場合には許可が必要である。

### カナダ
カナダでは宿泊業の営業には一般ビジネスとして事業登録、ライセンス等が必要である。宿泊施設には建築、防火の規制があり、立地もホテル等を建設可能区画の限定がある。